# Ulsterský loajalismus

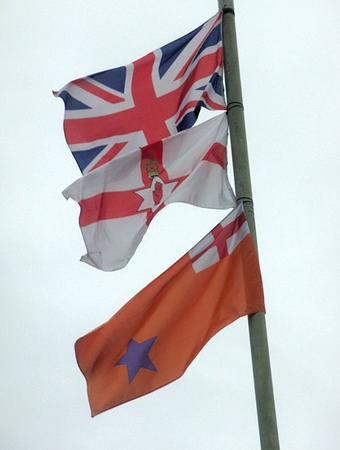
Shora: vlajka Spojeného království, ulsterský prapor, vlajka Oranžského řádu

Loajalistická vlajka s ulsterskou rudou rukou a loajalistický slogan "Za Boha a Ulster"

Ulsterský loajalismus je politická ideologie rozšířená hlavně mezi dělnickou třídou ulsterských protestantů v Severním Irsku. Mnozí ulsterští protestanti jsou potomci kolonistů z Velké Británie. Stejně jako ulsterští unionisté i loayalisté podporují zachování Severního Irska jako součásti Spojeného království a jsou proti jednotnému Irsku. Ulsterský loajalismus je označován za druh etnického nacionalismu a variaci britského nacionalismu. Je silně propojen s ulsterskými loajalistickými polovojenskými skupinami.
Ulsterský loajalismus se objevil na konci 19. století v reakci na irské hnutí za nezávislost. Ačkoli většina Irů byli katolíci, v provincii Ulster tvořili většinu protestanti. Loajalisté začínali jako hnutí sebeurčení mezi ulsterskými protestanty, kteří nechtěli, aby se stali součástí autonomního Irska. Zatímco někteří irští katolíci byli zároveň unionisty, loajalisté kladli důraz na protestantské a britské dědictví. Tato hnutí vedla k rozdělení Irska v roce 1921. Většina Irska získala nezávislost, kdežto asi dvě třetiny Ulsteru zůstaly územím Spojeného království jako samosprávné území s názvem Severní Irsko.
Od rozdělení většina loajalistů podporuje zachování postavení Severního Irska jako součásti Spojeného království (tj. unionismus). V dějinách byly pojmy "unionisté" a loajalisté" často zaměňovány, avšak oživení loajalistických polovojenských skupin v 60. letech začalo tyto pojmy opět rozlišovat. Pojem "loajalisté" se v současnosti obvykle používá, mluví-li se o unionistech z dělnické třídy, kteří používají nebo mlčky podporují polovojenské násilí na obranu unie s Velkou Británií. Loajalisté jsou také popisováni jako lidé loajální vůči protestantské britské monarchii spíše než britské vládě a britským institucím. Garret Fitzgerald vyslovil názor, že loajalisté jsou loajální v prvé řadě k Ulsteru, až pak k Unii. Někteří loajalisté volají po vytvoření nezávislého ulsterského protestantského státu, protože podle jejich názoru se nemohou spoléhat na britskou vládu, že sjednocení Irska zabrání.
V Severním Irsku existuje dlouhá tradice pochodů militantních loajalistických protestantských skupin. Každý rok se 11. července koná tzv. Jedenáctá noc (Eleventh Night), kdy se pálí vatry, a 12. července tzv. Dvanáctá (The Twelfth), kdy se konají pochody pevně spojené s loajalismem.